# Bochov
Bochov – miasto w Czechach, w kraju karlowarskim, w powiecie Karlowe Wary. Populacja miasta wynosi 2 026 mieszkańców. Dane te pochodzą ze spisu powszechnego przeprowadzonego w 2006 roku.
Miasto uzyskało prawa miejskie w roku 1325. Burmistrzem Bochova jest  Miroslav Egert.
W mieście jest stacja kolejowa Bochov.